# 中西陽一
中西 陽一（なかにし よういち、1917年〈大正6年〉9月23日 - 1994年〈平成6年〉2月2日）は日本の政治家、官僚。石川県知事（8期、第47-54代）。石川県の公選知事としては3人目にあたる。京都府出身。

## 来歴・人物

### 全国最長知事
京都市出身。内務省（現：総務省・警察庁・厚生労働省）入省。保険院属。石川県総務部長・石川県副知事を経て、1963年（昭和38年）2月、石川県知事選挙に立候補し当選（自民党公認）。1991年（平成3年）2月、多選批判の中、部下であった前副知事杉山栄太郎（自民党公認）を破って全国最多に並ぶ8選を果たす。1992年（平成4年）7月には奈良県の奥田良三が持つ29年5か月の在職期間を塗り替え、最終的に在職期間31年間と全国の知事の中で最長となり、この記録は現在も破られていない。8期目在任中に急速に身体の衰えが進み、県職員に両脇を支えられながら公の場に現れたこともあった。在職中に死去。

## 政策・主張
内務官僚らしく、各地方にまんべんなく配慮した県政を行った。太平洋側に比べて遅れていたインフラ整備を行うとともに、県都・金沢市だけではなく能登・加賀地域の発展にも気を配り、金沢の一人勝ちを嫌う層からも一定の支持を得た。中西県政で建設が進んだ主なインフラとしては金沢港、北陸自動車道、能登有料道路、小松空港国際線旅客ターミナルビルなどがある。また、テレビ金沢や北陸朝日放送の開局にも尽力した。

## 略歴

### 経歴
- 1942年（昭和17年）
  - 3月 - 京都帝国大学法学部卒業。
  - 4月1日　内務省（現：総務省・警察庁・厚生労働省）入省。
- 1955年（昭和30年）
  - 石川県総務部長就任。
- 1961年（昭和36年）
  - 石川県副知事就任。

### 政歴
- 1963年（昭和38年）
  - 2月20日 - 石川県知事選挙（自由民主党公認）当選。
- 1967年（昭和42年）
  - 石川県知事選挙（自民党公認）2期目当選。
- 1971年（昭和46年）
  - 石川県知事選挙（自民党公認）3期目当選。
- 1975年（昭和50年）
  - 石川県知事選挙（自民党公認）4期目当選。
- 1979年（昭和54年）
  - 石川県知事選挙（自民党公認）5期目当選。
- 1983年（昭和58年）
  - 石川県知事選挙（自民党公認）6期目当選。
- 1987年（昭和62年）
  - 石川県知事選挙（自民党公認）7期目当選。
- 1991年（平成3年）
  - 石川県知事選挙（無所属）8期目当選。
- 1994年（平成6年）
  - 2月2日 - 肺炎のため死去。